# Championnat du monde de twirling bâton 2012
La 31e édition des championnats du monde de twirling bâton s'est déroulée du 2 août au 5 août 2012 à Villebon-sur-Yvette, en France. C'est la sixième fois que la France accueillait cette compétition. La dernière édition française datait de 2001, déjà à Villebon.
La compétition se déroule dans Le Grand Dôme où sept épreuves ont lieu.

## Organisation

### Faits marquants
Un engouement jamais vu pour ce sport a été porté à cette compétition. En effet, les 5 600 places mises en vente pour le week-end (demi-finales et finales) ont été vendues en moins de 6 heures. Ceci a créé un grand débat sur la date d'ouverture de la billetterie qui correspondait à une date de compétitions et sur le fait qu'elle ait été ouverte aux étrangers avant de l'être aux Français, bien que ces derniers aient obtenu une grande majorité des places. L'organisation de la structure a par conséquent été revue afin d'ouvrir la tribune arrière au public. C'est donc plus de 10 000 personnes qui sont attendues dans le Grand Dôme durant tout le week-end dans une salle d'une capacité de 5 789 places.
Bien qu'il ait une de fois de plus écrasé la compétition, ce championnat du monde est un échec pour le Japon puisque deux titres lui échappent, ce qui n'était plus arrivé depuis 2002,au Canada, à Saskatoon où Hollie Neilson (Canada) avait remporté le titre en Féminins Seniors et où les États-Unis était devenus champions du monde en équipe. Plus rare encore, la nation-phare du twirling bâton est absente du podium en Duos Seniors. Pour voir une telle contre-performance nippone il faut remonter en 1996, aux championnats du monde de Gênes où le Japon était absent du podium en Masculins Juniors, compétition remportée par le Français Grégory Thinet devant l'Américain Jason Lee et un autre Français, Thomas Gogendeau.
C'est Alexia Dessy, devenue championne du monde en Duos Seniors lors de la compétition, qui effectue pour la France le traditionnel échange de bâton synonyme de passage de témoin entre la nation hôte des championnats du monde et la prochaine nation hôte des mondiaux. Le mondial suivant en Angleterre a lieu en 2014.

### Calendrier
|                   | 2 août | 3 août | 4 août | 5 août |
| ----------------- | ------ | ------ | ------ | ------ |
| Féminins Juniors  | I      | Pr     | ½      | F      |
| Masculins Juniors | I      | Pr     |        | F      |
| Féminins Séniors  | PC     | Pr     | ½      | F      |
| Masculins Séniors | PC     | Pr     | ½      | F      |
| Duos Juniors      | Pr     |        |        | F      |
| Duos Seniors      | Pr     |        |        | F      |
| Equipes           |        |        | Pr     | F      |

| I | Imposés | PC | Programme court | Pr | Préliminaires | ½ | Demi-finales | F | Finales |

## Compétition

### Nations participantes
| Europe (14) | Carte                               | Amérique (3)                                                        |
| --- | ----------------------------------- | ------------------------------------------------------------------- |
| - Allemagne - Angleterre - Belgique - Catalogne - Croatie - Écosse - France - Irlande - Italie - Norvège - Pays-Bas - Slovénie - Suède - Suisse | Équipes participant au mondial 2012 | • Amérique du Sud - Brésil • Amérique du Nord - Canada - États-Unis |
| - Allemagne - Angleterre - Belgique - Catalogne - Croatie - Écosse - France - Irlande - Italie - Norvège - Pays-Bas - Slovénie - Suède - Suisse | Océanie (1)                         | Asie (1)                                                            |
| - Allemagne - Angleterre - Belgique - Catalogne - Croatie - Écosse - France - Irlande - Italie - Norvège - Pays-Bas - Slovénie - Suède - Suisse | - Australie                         | - Japon                                                             |

### Podiums
| Épreuves                              | Or              | Argent          | Bronze           |
| ------------------------------------- | --------------- | --------------- | ---------------- |
| Féminins Juniors résultats détaillés  | Sayumi Yamamoto | Savannah Miller | Ai Fujii         |
| Masculins Juniors résultats détaillés | Daichi Fujiwara | Koetsu Kurachi  | Raphael Hercouet |
| Féminins Seniors résultats détaillés  | Tomoe Nishigaki | Arisa Tanaka    | Yumi Iijima      |
| Masculins Seniors résultats détaillés | Keisuke Komada  | Jason Travers   | Yuki Aikawa      |
| Duos Juniors résultats détaillés      | Japon           | France          | États-Unis       |
| Duos Seniors résultats détaillés      | France          | Italie          | États-Unis       |
| Equipes résultats détaillés           | France          | Japon           | Italie           |

### Résultats détaillés

#### Féminins Juniors
| Rang                                       | Nom                    | Pays       | Points  | Imposés | Imposés | Préliminaires | Préliminaires | ½ finales | ½ finales | Finales | Finales | Moyennes |
| ------------------------------------------ | ---------------------- | ---------- | ------- | ------- | ------- | ------------- | ------------- | --------- | --------- | ------- | ------- | -------- |
| 1                                          | Sayumi Yamamoto        | Japon      | 78,125  | 1       | 18,3125 | 2             | 56,7188       | 2         | 58,5      | 1       | 61,125  | 59,8125  |
| 2                                          | Savannah Miller        | États-Unis | 76,09   | 3       | 16,7228 | 3             | 56,6719       | 1         | 60,0469   | 4       | 58,6875 | 59,3672  |
| 3                                          | Ai Fujii               | Japon      | 75,9806 | 2       | 17,8555 | 4             | 56,2031       | 4         | 56,9063   | 3       | 59,3438 | 58,1251  |
| 4                                          | Konatsu Inakuma        | Japon      | 74,8322 | 4       | 15,9103 | 1             | 58,6406       | 3         | 57,2344   | 2       | 60,6094 | 58,9219  |
| 5                                          | Adaline Bebo           | États-Unis | 69,7814 | 6       | 15,0548 | 5             | 54,3281       | 5         | 55,4063   | 5       | 54,0469 | 54,7266  |
| 6                                          | Lauryne Giorgetti      | France     | 56,8556 | 17      | 9,8165  | 6             | 47,0156       | 6         | 47,6719   | 6       | 46,4063 | 47,0391  |
| 7                                          | Nicole Johnson         | Canada     | 55,6484 | 5       | 15,1015 | 11            | 38,8125       | 10        | 40,5      | 9       | 40,5938 | 40,5469  |
| 8                                          | Marina Jankovic        | France     | 53,9102 | 15      | 10,6445 | 8             | 45,6094       | 7         | 45,4688   | 8       | 41,0625 | 43,2657  |
| 9                                          | Laurinne Bernard       | France     | 53,875  | 14      | 10,8203 | 13            | 37,8281       | 8         | 42,2813   | 7       | 43,8281 | 43,0547  |
| 10                                         | Toni Cox               | États-Unis | 52,9336 | 8       | 14,4258 | 12            | 38,0156       | 9         | 41,0156   | 10      | 36      | 38,5078  |
| Twirleurs éliminés après la ½ finale       |                        |            |         |         |         |               |               |           |           |         |         |          |
| 11                                         | Federica Bacchella     | Italie     | 52,4767 | 10      | 12,6798 | 9             | 44,1094       | 11        | 39,7969   |         |         |          |
| 12                                         | Maša Kovač             | Slovénie   | 49,5782 | 13      | 10,9063 | 10            | 39,7031       | 12        | 38,6719   |         |         |          |
| 13                                         | Giulia Damilano        | Italie     | 49,0741 | 12      | 11,8085 | 21            | 29,1094       | 13        | 37,2656   |         |         |          |
| 14                                         | Sydney Wright          | Canada     | 47,4571 | 7       | 14,5508 | 16            | 34,4531       | 16        | 32,9063   |         |         |          |
| 15                                         | Laia Diaz              | Catalogne  | 47,1328 | 16      | 10,4765 | 7             | 46,0313       | 14        | 36,6563   |         |         |          |
| 16                                         | Giorgia Venanzi        | Italie     | 46,9609 | 11      | 12,3203 | 15            | 35,9531       | 15        | 34,6406   |         |         |          |
| 17                                         | Julia Newton           | Canada     | 41,2579 | 9       | 13,5548 | 14            | 36,5625       | 19        | 27,7031   |         |         |          |
| 18                                         | Oda Kristine Maakestad | Norvège    | 36,3712 | 26      | 7,0743  | 17            | 31,6406       | 18        | 29,2969   |         |         |          |
| 19                                         | Jessica Whitbourn      | Angleterre | 36,2891 | 28      | 6,8985  | 18            | 31,3125       | 17        | 29,3906   |         |         |          |
| 20                                         | Holly Brooker          | Angleterre | 33,5664 | 23      | 7,832   | 19            | 30,6094       | 20        | 25,7344   |         |         |          |
| Twirleurs éliminés après les préliminaires |                        |            |         |         |         |               |               |           |           |         |         |          |
| 21                                         | Johanna Van de Ven     | Pays-Bas   | 37,3046 | 21      | 8,4765  | 22            | 28,8281       |           |           |         |         |          |
| 22                                         | Chloe Gibb             | Écosse     | 37,0978 | 29      | 6,7228  | 20            | 30,375        |           |           |         |         |          |
| 23                                         | Alice Foschi           | Suisse     | 35,6054 | 22      | 8,1835  | 23            | 27,4219       |           |           |         |         |          |
| 24                                         | Maria Ridell           | Suède      | 35,1055 | 19      | 8,8555  | 24            | 26,25         |           |           |         |         |          |
| 25                                         | Courtney Elliot        | Écosse     | 32,3751 | 24      | 7,5313  | 25            | 24,8438       |           |           |         |         |          |
| 26                                         | Kelsey Smits           | Pays-Bas   | 31,7148 | 18      | 9,121   | 29            | 22,5938       |           |           |         |         |          |
| 27                                         | Bianca Maniatakos      | Australie  | 31,6366 | 20      | 8,8085  | 28            | 22,8281       |           |           |         |         |          |
| 28                                         | Chantelle Halford      | Angleterre | 30,8359 | 31      | 6,2265  | 26            | 24,6094       |           |           |         |         |          |
| 29                                         | Malin Soreide Hope     | Norvège    | 29,3555 | 30      | 6,293   | 27            | 23,0625       |           |           |         |         |          |
| 30                                         | Claudia Cicco          | Australie  | 27,9894 | 27      | 7,0353  | 31            | 20,9531       |           |           |         |         |          |
| 31                                         | Maiken Steffensen      | Norvège    | 27,0508 | 25      | 7,082   | 32            | 19,9688       |           |           |         |         |          |
| 32                                         | Krista David           | Suisse     | 26,0118 | 33      | 5,0118  | 30            | 21            |           |           |         |         |          |
| 33                                         | Aurélie Aubry          | Suisse     | 24,6484 | 32      | 5,4765  | 33            | 19,1719       |           |           |         |         |          |
| 34                                         | Anna Derksen           | Pays-Bas   | 22,3126 | 34      | 4,7813  | 34            | 17,5313       |           |           |         |         |          |
| 35                                         | Matilda Weidenmark     | Suède      | 20,3361 | 35      | 4,6798  | 36            | 15,6563       |           |           |         |         |          |
| 36                                         | Karen Howat            | Écosse     | 19,9416 | 36      | 3,7228  | 35            | 16,2188       |           |           |         |         |          |
| 37                                         | Antonela Grgić         | Croatie    | 17,8712 | 37      | 2,2618  | 37            | 15,6094       |           |           |         |         |          |

#### Masculins Juniors
| Rang                                       | Nom                 | Pays      | Points  | Imposés | Imposés | Préliminaires | Préliminaires | Finale | Finale  | Moyenne | Moyenne |
| ------------------------------------------ | ------------------- | --------- | ------- | ------- | ------- | ------------- | ------------- | ------ | ------- | ------- | ------- |
| 1                                          | Daichi Fujiwara     | Japon     | 66,9533 | 1       | 15,9533 | 1             | 50,1094       | 1      | 51      | 51      |         |
| 2                                          | Koetsu Kurashi      | Japon     | 63,7813 | 2       | 15,6875 | 3             | 46,2188       | 2      | 48,0938 | 48,0938 |         |
| 3                                          | Raphael Hercouet    | France    | 60,9765 | 3       | 13,164  | 2             | 46,7813       | 3      | 47,8125 | 47,8125 |         |
| 4                                          | Maxime Araujo       | France    | 55,5002 | 5       | 10,8283 | 4             | 43,6875       | 4      | 44,6719 | 44,6719 |         |
| 5                                          | Andrea Belluardo    | Italie    | 52,7969 | 8       | 9,25    | 6             | 40,0313       | 5      | 43,5469 | 43,5469 |         |
| 6                                          | Issei Takahashi     | Japon     | 51,8791 | 4       | 12,2228 | 5             | 41,9063       | 6      | 39,6563 | 39,6563 |         |
| Twirleurs éliminés après les préliminaires |                     |           |         |         |         |               |               |        |         |         |         |
| 7                                          | Davide Sidoti Olivo | Italie    | 45,5664 | 6       | 10,457  | 7             | 35,1094       |        |         |         |         |
| 8                                          | Axel Escot          | France    | 41,2657 | 9       | 8,5938  | 8             | 32,6719       |        |         |         |         |
| 9                                          | Salvatore Aderno'   | Italie    | 41,2189 | 7       | 9,3908  | 9             | 31,8281       |        |         |         |         |
| 10                                         | Sjors Huisman       | Pays-Bas  | 32,6524 | 10      | 7,8555  | 11            | 24,7969       |        |         |         |         |
| 11                                         | Joan Callau         | Catalogne | 32,3516 | 11      | 6,8985  | 10            | 25,4531       |        |         |         |         |
| 12                                         | Marc Hierro         | Catalogne | 30,3947 | 12      | 6,5353  | 12            | 23,8594       |        |         |         |         |
| 13                                         | Bernard Barać       | Croatie   | 17,8126 | 13      | 3,0938  | 13            | 14,7188       |        |         |         |         |

#### Féminins Seniors
| Rang                                       | Nom                       | Pays       | Points  | Programme court | Programme court | Préliminaires | Préliminaires | ½ finales | ½ finales | Finales | Finales | Moyenne | Moyenne |
| ------------------------------------------ | ------------------------- | ---------- | ------- | --------------- | --------------- | ------------- | ------------- | --------- | --------- | ------- | ------- | ------- | ------- |
| 1                                          | Tomoe Nishigaki           | Japon      | 93,0058 | 1               | 21,8896         | 1             | 70,2859       | 1         | 70,8214   | 1       | 71,4109 | 71,1162 |         |
| 2                                          | Arisa Tanaka              | Japon      | 91,893  | 2               | 21,3125         | 3             | 66,8036       | 2         | 69,75     | 1       | 71,4109 | 70,5805 |         |
| 3                                          | Yumi Iijima               | Japon      | 89,429  | 3               | 20,4021         | 2             | 66,9109       | 3         | 68,9464   | 3       | 69,1073 | 69,0269 |         |
| 4                                          | Karrissa Wimberley        | États-Unis | 88,1271 | 4               | 20,0646         | 4             | 66,75         | 5         | 67,5      | 4       | 68,625  | 68,0625 |         |
| 5                                          | Catherine Moua            | France     | 86,9576 | 7               | 19,3771         | 5             | 66,2141       | 4         | 67,6073   | 5       | 67,5536 | 67,5805 |         |
| 6                                          | Jennifer Marcus           | États-Unis | 80,5079 | 6               | 19,5167         | 6             | 63,75         | 6         | 61,5      | 6       | 60,4823 | 60,9912 |         |
| 7                                          | Jenny Hannah              | États-Unis | 78,8116 | 5               | 20,0438         | 7             | 58,875        | 7         | 60,2678   | 8       | 57,2678 | 58,7678 |         |
| 8                                          | Elodie Kupke              | France     | 77,1315 | 10              | 17,9083         | 8             | 58,4464       | 8         | 58,6073   | 7       | 59,8391 | 59,2232 |         |
| 9                                          | Alysson Vilaca            | France     | 72,1013 | 11              | 16,7083         | 9             | 55,2859       | 9         | 57        | 10      | 53,7859 | 55,393  |         |
| 10                                         | Martina Carcea            | Italie     | 72,0902 | 8               | 18,8938         | 15            | 44,0359       | 10        | 52,4464   | 9       | 53,9464 | 53,1964 |         |
| Twirleurs éliminés après la ½ finale       |                           |            |         |                 |                 |               |               |           |           |         |         |         |         |
| 11                                         | Margherita Rocchetti      | Italie     | 67,2599 | 9               | 18,2958         | 11            | 50,9464       | 12        | 48,9641   |         |         |         |         |
| 12                                         | Sara Black                | Canada     | 63,1708 | 17              | 12,1708         | 12            | 49,2323       | 10        | 51        |         |         |         |         |
| 13                                         | Kiera West                | Canada     | 63,0401 | 14              | 14,1292         | 10            | 51,5359       | 13        | 48,9109   |         |         |         |         |
| 14                                         | Kayla McKinnon            | Canada     | 62,0703 | 13              | 14,7667         | 13            | 48,0536       | 14        | 47,3036   |         |         |         |         |
| 15                                         | Melissa Bellotti          | Italie     | 59,6761 | 12              | 14,7833         | 14            | 47,3036       | 15        | 44,8928   |         |         |         |         |
| 16                                         | Živa Kovač                | Slovénie   | 55,6427 | 15              | 13,1604         | 20            | 37,7678       | 16        | 42,4823   |         |         |         |         |
| 17                                         | Katharina Kling           | Allemagne  | 51,9506 | 16              | 12,2542         | 16            | 42,6964       | 18        | 39,6964   |         |         |         |         |
| 18                                         | Cindy Boter               | Pays-Bas   | 48,6792 | 27              | 8,9292          | 19            | 38,0891       | 17        | 39,75     |         |         |         |         |
| 19                                         | Kirsty Duncan             | Angleterre | 48,3619 | 18              | 11,9333         | 17            | 40,6609       | 20        | 36,4286   |         |         |         |         |
| 20                                         | Linda Aas Molnes          | Norvège    | 47,1329 | 26              | 9,0438          | 18            | 38,8928       | 19        | 38,0891   |         |         |         |         |
| Twirleurs éliminés après les préliminaires |                           |            |         |                 |                 |               |               |           |           |         |         |         |         |
| 21                                         | Alessandra Ostini         | Suisse     | 46,8625 | 22              | 10,1125         | 21            | 36,75         |           |           |         |         |         |         |
| 22                                         | Stephanie Wagner          | Allemagne  | 44,6458 | 19              | 11,2708         | 23            | 33,375        |           |           |         |         |         |         |
| 23                                         | Maria Willemsen           | Pays-Bas   | 44,0865 | 23              | 9,4792          | 22            | 34,6073       |           |           |         |         |         |         |
| 24                                         | Steffanie Willemsen       | Pays-Bas   | 41,5662 | 24              | 9,4771          | 26            | 32,0891       |           |           |         |         |         |         |
| 25                                         | Kristina Nøstdahl Haugbsø | Norvège    | 41,0777 | 28              | 8,8813          | 25            | 32,1964       |           |           |         |         |         |         |
| 26                                         | Sara Pečkaj               | Slovénie   | 41,0386 | 20              | 11,1458         | 31            | 29,8928       |           |           |         |         |         |         |
| 27                                         | Ann-Kristin Hildenhagen   | Allemagne  | 40,5881 | 34              | 7,6417          | 24            | 32,9464       |           |           |         |         |         |         |
| 28                                         | Sandra Doyle              | Irlande    | 40,2099 | 21              | 10,1563         | 29            | 30,0536       |           |           |         |         |         |         |
| 29                                         | Marine Estevez            | Suisse     | 39,7188 | 25              | 9,3438          | 28            | 30,375        |           |           |         |         |         |         |
| 30                                         | Ida Bohman                | Suède      | 39,0547 | 37              | 7,0188          | 27            | 32,0359       |           |           |         |         |         |         |
| 31                                         | Jessica Colless           | Australie  | 38,8375 | 29              | 8,8375          | 30            | 30            |           |           |         |         |         |         |
| 32                                         | Camilla Evjen             | Norvège    | 36,0782 | 30              | 8,8104          | 33            | 27,2678       |           |           |         |         |         |         |
| 33                                         | Sophie Doyne              | Irlande    | 36,0756 | 35              | 7,6292          | 32            | 28,4464       |           |           |         |         |         |         |
| 34                                         | Amy Weelher-Smith         | Angleterre | 34,2344 | 31              | 8,6271          | 36            | 25,6073       |           |           |         |         |         |         |
| 35                                         | Jessica Da Veiga Reis     | Suisse     | 33,4953 | 40              | 6,4417          | 35            | 27,0536       |           |           |         |         |         |         |
| 36                                         | Alycia French             | Australie  | 32,3646 | 32              | 8,3646          | 38            | 24            |           |           |         |         |         |         |
| 37                                         | Anastassia Tsaloukas      | Australie  | 31,6532 | 36              | 7,3854          | 37            | 24,2678       |           |           |         |         |         |         |
| 38                                         | Josefina Rudin            | Suède      | 30,9724 | 43              | 3,7583          | 34            | 27,2141       |           |           |         |         |         |         |
| 39                                         | Chloe Whiskin             | Angleterre | 29,0432 | 42              | 5,7396          | 39            | 23,3036       |           |           |         |         |         |         |
| 40                                         | Lisa Alcroft              | Écosse     | 26,8458 | 38              | 6,5958          | 41            | 20,25         |           |           |         |         |         |         |
| 41                                         | Zoe Davidson              | Écosse     | 26,6485 | 39              | 6,4521          | 42            | 20,1964       |           |           |         |         |         |         |
| 42                                         | Shauna Weldon             | Irlande    | 26,4219 | 41              | 6,0646          | 40            | 20,3573       |           |           |         |         |         |         |
| 43                                         | Alexandra Lindskoog       | Suède      | 26,2636 | 33              | 8,1563          | 43            | 18,1073       |           |           |         |         |         |         |

#### Masculins Seniors
| Rang                                       | Nom                     | Pays       | Points  | Imposés | Imposés | Préliminaires | Préliminaires | ½ finales | ½ finales | Finales | Finales | Moyenne | Moyenne |
| ------------------------------------------ | ----------------------- | ---------- | ------- | ------- | ------- | ------------- | ------------- | --------- | --------- | ------- | ------- | ------- | ------- |
| 1                                          | Keisuke Komada          | Japon      | 95,7848 | 1       | 22,6063 | 1             | 71,9464       | 1         | 73,3391   | 1       | 73,0178 | 73,1785 |         |
| 2                                          | Jason Travers           | France     | 83,1888 | 3       | 17,1083 | 2             | 64,4464       | 2         | 66,8036   | 2       | 65,3573 | 66,0805 |         |
| 3                                          | Yuki Aikawa             | Japon      | 79,0927 | 2       | 17,6729 | 3             | 60,375        | 3         | 62,6786   | 3       | 60,1609 | 61,4198 |         |
| 4                                          | Kazuhiro Ogami          | Japon      | 71,7136 | 4       | 15,7313 | 5             | 52,6073       | 5         | 54,4823   | 4       | 57,4823 | 55,9823 |         |
| 5                                          | Joffrey Cappi           | France     | 70,7961 | 9       | 14,0104 | 4             | 54,1609       | 4         | 58,4464   | 5       | 55,125  | 56,7857 |         |
| 6                                          | Tommy Delporte          | France     | 68,6146 | 6       | 14,9896 | 6             | 51,1073       | 6         | 53,25     | 6       | 54      | 53,625  |         |
| Twirleurs éliminés après la ½ finale       |                         |            |         |         |         |               |               |           |           |         |         |         |         |
| 7                                          | Matthew johnson         | Canada     | 64,7245 | 5       | 15,3854 | 8             | 48,75         | 7         | 49,3391   |         |         |         |         |
| 8                                          | Daniele Zambito         | Italie     | 63,6636 | 8       | 14,4313 | 9             | 46,875        | 8         | 49,2323   |         |         |         |         |
| 9                                          | Fabio Agaliati          | Italie     | 59,3079 | 7       | 14,4688 | 7             | 49,4464       | 9         | 44,8391   |         |         |         |         |
| 10                                         | Alberto Pérez           | Catalogne  | 51,5265 | 11      | 10,9729 | 10            | 43,2323       | 10        | 40,5536   |         |         |         |         |
| 11                                         | Colin Walls             | Angleterre | 44,7521 | 15      | 8,3771  | 12            | 36,375        | 11        | 36,375    |         |         |         |         |
| 12                                         | Gabriel Cardoso Costa   | Brésil     | 39,8511 | 16      | 7,1188  | 11            | 38,4109       | 12        | 32,7323   |         |         |         |         |
| Twirleurs éliminés après les préliminaires |                         |            |         |         |         |               |               |           |           |         |         |         |         |
| 13                                         | Sergi Catalán           | Catalogne  | 43,5234 | 13      | 8,4875  | 13            | 35,0359       |           |           |         |         |         |         |
| 14                                         | David Doyne             | Irlande    | 40,799  | 14      | 8,4417  | 14            | 32,3573       |           |           |         |         |         |         |
| 15                                         | Jack Giordano           | États-Unis | 39,7287 | 10      | 12,1396 | 15            | 27,5891       |           |           |         |         |         |         |
| 16                                         | Richie Terwilliger      | États-Unis | 36,1536 | 12      | 8,725   | 16            | 27,4286       |           |           |         |         |         |         |
| 17                                         | André Luis Ribeiro Paes | Brésil     | 24,8292 | 17      | 5,3292  | 17            | 19,5          |           |           |         |         |         |         |

#### Duos Juniors
| 1                                          | Japon      | 1  | 68      | 63,125 |
| 2                                          | France     | 2  | 54,125  | 55,125 |
| 3                                          | États-Unis | 3  | 52.75   | 54.5   |
| 4                                          | Slovénie   | 4  | 48,875  | 52     |
| 5                                          | Canada     | 5  | 46,625  | 50     |
| 6                                          | Italie     | 6  | 42,9375 | 46,375 |
| Twirleurs éliminés après les préliminaires |            |    |         |        |
| 7                                          | Écosse     | 7  | 40,75   |        |
| 8                                          | Catalogne  | 8  | 38,75   |        |
| 9                                          | Norvège    | 9  | 34,625  |        |
| 10                                         | Suisse     | 10 | 33,125  |        |
| 11                                         | Angleterre | 11 | 31,5    |        |
| 12                                         | Pays-Bas   | 12 | 30,875  |        |
| 13                                         | Australie  | 13 | 30      |        |
| 14                                         | Irlande    | 14 | 25,875  |        |

#### Duos Seniors
| 1                                     | France     | 2  | 77,875  | 86,75  |
| 2                                     | Italie     | 1  | 78,5    | 78     |
| 3                                     | États-Unis | 3  | 77,875  | 77,625 |
| 4                                     | Japon      | 4  | 75,375  | 77,125 |
| 5                                     | Canada     | 5  | 65,25   | 69,625 |
| 6                                     | Belgique   | 6  | 63      | 64,625 |
| Duos éliminés après les préliminaires |            |    |         |        |
| 7                                     | Catalogne  | 7  | 49      |        |
| 8                                     | Suède      | 8  | 39,875  |        |
| 9                                     | Norvège    | 9  | 38,3125 |        |
| 10                                    | Brésil     | 10 | 37,4375 |        |
| 11                                    | Australie  | 11 | 36,5    |        |
| 12                                    | Allemagne  | 12 | 35,875  |        |
| 13                                    | Croatie    | 13 | 34,75   |        |
| 14                                    | Angleterre | 14 | 34      |        |
| 15                                    | Pays-Bas   | 15 | 33,5    |        |
| 16                                    | Écosse     | 16 | 31,125  |        |
| 17                                    | Suisse     | 17 | 28,875  |        |
| 18                                    | Irlande    | 18 | 26,25   |        |

#### Equipes
| 1                                         | France     | 2  | 91,5 | 92,7 |
| 2                                         | Japon      | 1  | 95,3 | 91   |
| 3                                         | Italie     | 3  | 78,6 | 86   |
| 4                                         | États-Unis | 4  | 77   | 76   |
| 5                                         | Canada     | 5  | 55,3 | 50,9 |
| 6                                         | Slovénie   | 6  | 52,2 | 50,1 |
| Equipes éliminées après les préliminaires |            |    |      |      |
| 7                                         | Pays-Bas   | 7  | 45,9 |      |
| 8                                         | Australie  | 8  | 45,4 |      |
| 9                                         | Belgique   | 9  | 44,8 |      |
| 10                                        | Écosse     | 10 | 37   |      |
| 11                                        | Suède      | 11 | 35,7 |      |
| 12                                        | Suisse     | 12 | 35,3 |      |
| 13                                        | Angleterre | 13 | 33,2 |      |
| 14                                        | Irlande    | 14 | 31,9 |      |
| 15                                        | Catalogne  | 15 | 30   |      |
| 16                                        | Brésil     | 16 | 21,8 |      |
| 17                                        | Norvège    | 17 | 21,5 |      |

### Tableau des médailles
| Rang | Nation     | Or | Argent | Bronze | Total |
| ---- | ---------- | -- | ------ | ------ | ----- |
| 1    | Japon      | 5  | 3      | 3      | 11    |
| 2    | France     | 2  | 2      | 1      | 5     |
| 3    | États-Unis | 0  | 1      | 2      | 3     |
| 4    | Italie     | 0  | 1      | 1      | 2     |
|      | Total      | 7  | 7      | 7      | 21    |

### Coupe du monde
| Médaille d'or, monde      | Japon      |
| Médaille d'argent, monde  | France     |
| Médaille de bronze, monde | États-Unis |
| 4.                        | Italie     |
| 5.                        | Canada     |
| 6.                        | Pays-Bas   |
| 7.                        | Slovénie   |
| 8.                        | Norvège    |
| 9.                        | Angleterre |
| 10.                       | Catalogne  |
| 11.                       | Australie  |
| 12.                       | Suisse     |
| 13.                       | Écosse     |
| 14.                       | Suède      |
| 15.                       | Belgique   |
| 16.                       | Allemagne  |
| 17.                       | Irlande    |
| 18.                       | Brésil     |
| 19.                       | Croatie    |